# Котра
Ко́тра (бел. Ко́тра, лит. Katra) — река в Гродненской области Белоруссии и Алитусском уезде Литвы.

## Этимология
А. Ванагас приводит соответствия этому гидрониму, который называет в форме Katra, на территории Литвы: Katarė, Katrelė, и считает крайне архаичными, выводимыми из индоевропейского корня *kataro- «речка, поток, течение».
По другим данным, название реки Котра является финским. А. И. Соболевский название реки Котра (приток Немана) сравнивал с названием Кутра (приток Оки выше Клязьмы).

## География
Протекает через населённые пункты: Кошубинцы и др.

## Описание
Длина реки — 140 км, площадь бассейна 2060 км², среднегодовой расход воды в устье — 12,8 м³/с. Истоки реки расположены в Алитусском уезде Литвы, протекает по территории Гродненской области, впадая справа в Неман. Пойма Котры двухсторонняя, шириной 300—500 м, в среднем течении заболоченная, ширина реки — до 20 м. В нижнем течении русло извилистое. На левом берегу — Котранская пуща. Замерзает в декабре до середины марта. Почти на всем протяжении течет через лес.
В долине реки множество мелиоративных каналов, последние 35 км — рыбопромысловый участок. На реке расположено несколько зон отдыха.

## Памятные места
До 2003 года недалеко от Котры стоял памятник с надписью: «Здесь похоронено 147 жителей села Огородища, расстрелянных немецко-фашистскими оккупантами 26 февраля 1943 года». В связи с 60-летием трагедии в 2003 году был создан мемориальный комплекс.

## Притоки
- Левые: Скорбянка, Невиша, Жечка, Остринка, Рыча, Скиделька[6][7][8].
- Правый: Пыранка[8].